# Коннолли, Брайан
Брайан Фрэнсис Коннолли (англ. Brian Francis Connolly, 5 октября 1945 — 9 февраля 1997) — шотландский музыкант и певец, наиболее известный как ведущий вокалист группы Sweet.

## Биография

### Ранние годы
Брайан Коннолли родился в 1945 году в Гованхилле, Глазго. Его матери, Фрэнсис Коннолли, было всего 15 лет. Через два года она оставила его в больнице из-за подозрения на менингит. Имя его отца неизвестно. В два года его усыновили Джим и Хелен Макманус из Блэнтайра. Джим Макманус был дядей будущего актёра Марка «Таггарта» Макмануса, которого иногда ошибочно называют сводным братом Коннолли. Когда Брайану было 12 лет, семья переехала в Миддлсекс. Как большинство подростков 1950-х, Брайан увлекался рок-н-роллом и пел под гитару, часто выступая перед семьёй и друзьями. Сначала он хотел стать оперным певцом и даже специально брал уроки вокала, но, увидев по телевизору Элвиса Пресли, выбрал путь рок-звезды. В 16 лет, окончив школу, он 13 месяцев служил в Британском торговом флоте, откуда его уволили из-за дальтонизма. В 18 лет Брайан Макманус узнал об усыновлении, что побудило его взять фамилию настоящей матери. Много лет спустя он признался своей жене, что тогда был очень потрясён тем, что оказался ненужным своей матери, и решил стать кем-то выдающимся.

### Участие в Sweet
Первой группой, с которой играл Брайан Коннолли, был студенческий ансамбль «So-and-Sos». В 1965 году он участвовал в группах «League of Gentlemen» и «Generation». В 1966 году Коннолли присоединился к группе «Wainwright’s Gentlemen», заменив ушедшего вокалиста Яна Гиллана. Барабанил в группе Мик Такер. Группа распалась, оставив всего несколько записей. Коннолли и Такер создали группу «Sweetshop», к которой присоединились бас-гитарист Стив Прист и гитарист Фрэнк Торпи. Особое влияние на их раннюю музыку оказали The Everly Brothers. Когда они пришли на студию звукозаписи «Fontana» для создания первого сингла, оказалось, что название «Sweetshop» уже занято, и они сократили название до «Sweet». Их первый сингл «Slow Motion» провалился, «Fontana» прервали контракт, и Фрэнк Торпи покинул группу. На его место пришёл Мик Стюарт. Следующие три сингла тоже не имели успеха.
В марте 1971 года под руководством продюсера Фила Уэйнмана и начинающих композиторов Никки Чинна и Майка Чепмэна «Sweet» выпустили свой первый успешный номер — «Funny Funny», попавший в британскую горячую двадцатку. К тому времени Стюарт ушёл из группы из-за того, что Уэйнман отказался с ним работать. Новым соло-гитаристом стал Энди Скотт. Следующий сингл, «Co-Co», вышел в июне и занял второе место. К концу 1971 года вышел альбом «Funny How Sweet Co-Co Can Be», на записи которого участники «Sweet» только пели вокал и бэк-вокал, инструментальные же партии исполнили сессионные музыканты. За этим последовали более тяжёлые песни, как «Wig Wam Bam», «Little Willy» и «Blockbuster», причём последняя стала единственным синглом «Sweet», занявшим первое место в британском хит-параде.
«Sweet» носили длинные, стриженные «лесенкой» волосы, яркие одежды, использовали макияж и на сцене вели себя вызывающе. По словам современников, включая и Мика Такера, Коннолли был единственным из группы, кто «не ввязывался в эту затею с макияжем и всем остальным». Неприличные жесты и выражения привели к запрету их выступлений на нескольких площадках, однако о них заговорила пресса. Они стали узнаваемы и обзавелись аудиторией поклонников по всему миру. Несмотря на растущее мастерство их игры, у них был образ «визуальной» группы, и люди шли к ним на концерты не слушать музыку, а смотреть, как Коннолли ломает микрофонную стойку.
В 1973-74 годах «Sweet» выпустили серию успешных глэм-роковых синглов — «Hell Raiser», «Ballroom Blitz/Rock’n’Roll Disgrace», «Teenage Rampage», «The Six Teens». К тому времени они сменили стиль музыки с бабблгама на более тяжёлый хард-рок, отказались от женских одежд и макияжа, а главное — стали активно сочинять собственную музыку. В альбоме «Sweet Fanny Adams» 1974 года только две песни принадлежат авторству Чинна и Чепмэна, остальные — оригинальные хард-роковые композиции Коннолли, Скотта, Приста и Такера. Хит «AC, DC» с этого диска, однако, стал последней песней, где можно услышать голос Брайана во всей его силе. Во время работы над альбомом Коннолли был жестоко избит тремя неизвестными хулиганами возле ночного клуба в пригороде Лондона. Нападавших так и не нашли, а Коннолли получил травму шеи и долгое время не мог петь. Стив Прист и Энди Скотт исполнили за него песни «Restless» и «Into the Night». Брайан уже никогда не смог восстановить свой голос в прежней чистоте и силе. Именно в то время он начал пить.
За «Sweet Fanny Adams» последовал не менее успешный «Desolation Boulevard», с которого началось покорение Америки. В 1975 году группа отправилась в мировое турне, а в марте 1976 года вышел полностью хард-роковый альбом «Give Us A Wink», в котором нет ни одной песни Чинна и Чепмэна. Коннолли спел ведущий вокал во всех песнях альбома, его хриплый голос удачно сочетался с тяжёлым стилем музыки. Однако популярность группы пошла на спад. Следующий альбом «Off the Record» имел успех только в Германии, Швеции и неожиданно в ЮАР. Увлёкшийся алкоголем Коннолли всё реже появлялся в студии, и во время работы над альбомом «Level Headed» музыканты стали поговаривать о замене вокалиста. Сингл с этого диска «Love Is Like Oxygen» заставил их передумать. Брайан записал вокальную партию к этой песне с первой попытки и в полной мере сумел передать настроение композиции. «Love Is Like Oxygen» стал первым успешным синглом «Sweet» за три года. Однако отношения в группе были всё напряжённее, Брайан всё больше отдалялся от остальных. Его четыре раза клали в госпиталь и выводили из запоя, но он всё равно возвращался к пьянству. Терпение «Sweet» лопнуло, когда в 1978 году он пришёл на концерт в таком состоянии, что не мог даже начать первую песню. Музыканты выпроводили его со сцены и завершили концерт втроём. В июле 1978 состоялось его последнее выступление с «Sweet». Неприязнь коллег и проблемы со здоровьем заставили его покинуть группу.
Коннолли успел записать вокал к двум песням для альбома «Cut Above the Rest». После его ухода Прист и Скотт переписали вокальные партии к этим песням. «Play All Night» и «Stay With Me» с вокалом Коннолли можно услышать на сборнике раритетов «Sweet», «Platinum Rare». В интервью журналу «Poster» (8-й номер 1979 года) Стив Прист, теперь официальный лидер группы, заявил: «Брайан планировал сольную карьеру уже почти три года. Он был несчастлив с нами, и со времени выхода „Fox on the Run“ в 1974 (1975 — примечание автора статьи) не особенно принимал участие в нашей работе и развитии того, что мы считаем нашим новым стилем… Его раздражало, что он не может быть настоящим лидером группы, и он начал пить». В той же статье Коннолли объяснил: «…Перед каждым туром у меня были боли в желудке и проблемы с нервами. Теперь все проблемы ушли, и я могу работать над собственной музыкой.»

### После Sweet
Уйдя из группы, в марте 1979 года Брайан дал интервью немецкому журналу «Браво», в котором заявил, что уход связан с решением больше времени проводить с семьёй и сменить музыкальный стиль. Во второй половине 1979 года он записал несколько песен в студии «Chipping Norton Studios» в Вудстоке с помощью своего друга и продюсера Мика Ангуса. Одна из них, «Take Away The Music», была перезаписана в следующем году на лейбле «Polydor» с продюсером Пипом Уильямсом, и вышла синглом, который не имел большого коммерческого успеха. Впервые она прозвучала на концерте в Мюнхене в 1979 году. Последовавший за ней диско-сингл «Don’t You Know a Lady» тоже не достиг больших высот.
В 1981 году Коннолли был госпитализирован со вздутием живота и за 6 недель перенёс 12 сердечных приступов, что привело к параличу левой стороны тела и нарушению работы нервной системы. Сумев пережить всё это и восстановиться, он решил бросить пить и в 1985 году окончательно завязал с алкоголем. Это был тяжёлый период в жизни Брайана: ему и другим участникам «Sweet» предоставили многомиллионную налоговую квитанцию, и Коннолли продал свой дом, чтобы оплатить её, после чего несколько лет жил в муниципальной квартире на пособие. А в 1986 году он развёлся с женой Мэрилин, с которой прожил 15 лет.
Несмотря на жизненные неурядицы, Коннолли продолжал работать. В 1982 году он подписал контракт с независимым французским лейблом «Carrere Records» и выпустил сингл «Hypnotized». В 1983 он выступил на разогреве Пэт Бенатар в Лондоне. Ему аккомпанировали большинство участников «Verity» (во главе с бывшим гитаристом «Argent» Джоном Верити) и бас-гитарист «Smokie» Терри Аттли. Коннолли спел шесть песен, три из которых никогда не издавались официально — «Sick and Tired», «Red Hair Rage» и «Burning The Candle». Их можно услышать на бутлегерском альбоме «Live at Hammersmith Odeon». Тот же состав сопровождал Коннолли на двух других концертах, в Бирмингеме и Ньюкасле.

### The New Sweet и воссоединения
С 1984 года, несмотря на ухудшающееся здоровье, Коннолли активно гастролировал со своей новой группой «The New Sweet» (позже «Brian Connolly’s Sweet»). В 1987 он воссоединился с бывшим гитаристом «Sweet» Фрэнком Торпи и записал с ним несколько песен. В 1990 все бывшие «Sweet» собрались в Лондоне для создания документального фильма. В 1995 вышел альбом Коннолли «Let’s Go», на котором представлены 9 вещей «Sweet» и 3 сольных: «Do it Again», «Wait Till The Morning Comes» и «Let’s Go».
Были юридические проблемы с названием группы. И Коннолли, и Энди Скотт хотели использовать название «Sweet» для привлечения публики. В конце концов они решили дело миром и назвали свои группы «Brian Connolly’s Sweet» и «Andy Scott’s Sweet» соответственно. К тому времени Брайан восстановил хорошие отношения с Миком Такером и Стивом Пристом и даже был приглашён на свадьбу старшей дочери Стива, Лайзы. Стив даже специально вернулся в Англию из США, чтобы выступить с Брайаном на концерте в 1994 году.
Благодаря своей активной работе и тёплым приёмам ностальгирующей публики Брайан смог восстановить материальное благосостояние, что позволило ему купить не только дом в Денхэме, но и квартиру для подруги Джин. Он также попробовал сочинять музыку к фильмам и в соавторстве с другим композитором написал саундтрек к документальному фильму «Медовая ловушка» («The Honey Trap»), который был показан по каналу ВВС 21 января 1997 года. В 1995 году Коннолли снялся в телепередаче «Glam Rock Top 10». 2 ноября 1996 года по четвёртой программе BBC был показан фильм «Don’t Leave Me This Way», рассказывающий о работе Коннолли со «Sweet» с 70-х. Также фильм открыл для публики болезнь музыканта и то, что он продолжал выступать, несмотря на неё. Последний концерт Брайана Коннолли состоялся 5 декабря 1996 года, вместе с «Slade II» и «John Rossall’s Glitter Band Experience», за два месяца до смерти музыканта.

### Личная жизнь
Со своей первой женой, Мэрилин, Брайан познакомился в 1967 году, когда работал в магазине ковров. Они поженились в 1972 году, и у них родились две дочери, Никола (3 апреля 1974) и Мишель (22 июля 1977). Мэрилин не была поклонницей «Sweet» и никогда не посещала их концерты (что было скорее связано с желанием Коннолли удерживать аудиторию, состоявшую в основном из молодых девушек). Мэрилин с трудом выносила пьянство Брайана в начале 1980-х, и хотя он позже бросил пить, продолжать жить с ним оказалось очень тяжело, несмотря на двух маленьких детей. В 1986 году они развелись, но сохранили тёплые отношения.
В 1990 году Брайан женился на Дениз, которую знал ещё с 1970-х. Сначала они жили отдельно, но после свадьбы Дениз переехала к нему в Дэнхем. Она хорошо поладила с бывшей женой Брайана и их дочерьми, а Брайан очень привязался к её сыну. Но им пришлось расстаться из-за того, что Коннолли вёл ночной образ жизни, а Дениз нужно было вставать на работу в 6 утра. Они расстались до того, как оформили развод в 1994-м, но остались близкими друзьями до самого конца.
Четыре года, до марта 1996 года, Брайан жил вместе со своей подругой Джин, которая работала дорожным инспектором. В отличие от Мэрилин и Дениз, Джин была большой поклонницей «Sweet». 26 мая 1995 года у них родился сын Брайан Джеймс (Би Джей). Джин удалось найти настоящую семью Брайана. Его мать умерла ещё в 1989-м, но у неё были сын и дочь, которые в ноябре 1995 прилетели из Онтарио, чтобы увидеться со своим знаменитым братом. Джин рассталась с Брайаном, потому что у неё не хватало времени и сил одновременно на ребёнка и тяжело больного мужа. Но она не только осталась жить в квартире, которую ей купил Брайан, — между ними сохранилась прочная эмоциональная связь. Брайан и его дочь Никола часто оставались с маленьким Би Джеем, когда Джин уходила на работу.

### Болезнь и смерть
Печень Брайана так и не пришла в норму после стольких лет пьянства, и болезнь печени повлияла на состояние других органов. У Брайана тряслись руки, он прихрамывал на левую ногу. Всё это было следствием перенесённого им в 80-е годы нарушения функций нервной системы. И хотя после этого он бросил пить и больше никогда не прикасался к спиртному, до последнего момента он хотел работать, выступать, есть острую и солёную пищу. Он считал так:
«Пусть я проживу короткую, но полнокровную жизнь, чем буду жить долго, но не позволяя себе ничего лишнего. Это скучно». Каждое выступление давалось ему всё тяжелее. Его лицо превратилось в посмертную маску, на сцене он хромал и спотыкался, поэтому многие верили слухам, что он принимает наркотики и продолжает пить.
Последний год своей жизни Коннолли провёл в своём доме в Денхэме, в компании своих преданных дочерей. В январе 1997 у него случился очередной сердечный приступ, и он был госпитализирован в Wexham Park Hospital в Слау. Через неделю он выписался, но вскоре снова попал в больницу. Энди Скотт, враждовавший с ним ещё с конца 70-х, пришёл навестить его. Бывшие коллеги помирились и даже обсуждали возможное совместное выступление. Попрощаться с Брайаном пришли все три его бывшие жены, которым он завещал любить и поддерживать друг друга. 9 февраля 1997 года, в 9:45 вечера, Коннолли умер от почечной и печёночной недостаточности и повторяющихся сердечных приступов.
Тело Брайана было кремировано через 8 дней, 17 февраля, в католической церкви Пресвятого Имени в Денхэме, Букингемшир. На похороны приехали все бывшие участники «Sweet» и многие поклонники, в том числе и из Германии, где Брайан часто выступал. 11 октября 1998 года в лондонском дворце Камден был организован «Концерт для Брайана», доход от которого пошёл на мемориальную доску в крематории Брэйкспир в пригороде Лондона, Райслипе. 
Жизнь Коннолли описана в четырёх книгах: «Are You Ready Steve?» («Ты готов, Стив?») Стива Приста, «The Man Who Sang Blockbuster» («Человек, который пел Blockbuster») Брайана Мэнли, «No Matter What They Say» («Неважно, что они говорят») Мика Дати (Mick Duthie) и «Block Buster! The True Story of the Sweet» («Block Buster! Подлинная история Sweet») Дейва Томпсона.

## Дискография

### Sweet
Основная статья: Дискография Sweet

### Брайан Коннолли

#### Синглы
- «Take Away the Music» (1980) — Polydor Records
- «Don’t You Know a Lady» (1980) — Polydor Records
- «Hypnotized» (1982) — Carrere Records, RCA Records

#### Альбомы
- Live at Hammersmith Odeon (1983) — концертные записи
- Brian Connolly and The Sweet — Greatest Hits (1986) — новые записи синглов «Sweet» — Success Records
- Let’s Go (1995) — перезаписи хитов «Sweet» и три сольные песни — Bam Records
- Take Away the Music (2004) — сборник сольных синглов и демозаписей — Malibu Records

#### Другие появления
- Closed (бельгийская группа) — вокал в демоверсиях «Spider» и «My Little Girl From Kentucky»
- Paper Dolls — бэк-вокал в песне «Remember December» (1970)
- High Life 20 Original Top Hits (1980) — включает «Take Away the Music» — Polydor Germany
- Sweeter (1998, альбом Фрэнка Торпи) — в 1996 Коннолли спел ведущий вокал в песне «Sharrontina» — Frankie Dean Records